# Pijnven
Pijnven är en sumpmark i Belgien.   Den ligger i provinsen Limburg och regionen Flandern, i den nordöstra delen av landet, 80 km öster om huvudstaden Bryssel.
Omgivningarna runt Pijnven är en mosaik av jordbruksmark och naturlig växtlighet. Runt Pijnven är det ganska tätbefolkat, med 179 invånare per kvadratkilometer.